# Paris 1919
Paris, 1919 es uno de los discos más accesibles y aclamados del cantante galés John Cale en solitario.
Aunque de corte menos experimental que otros títulos anteriores como "Church of Anthrax" (1971), o posteriores como "Hobo Sapiens" (2003).
Una versión remasterizada y expandida fue lanzada en 2006. Esta presenta versiones alternativas de cada canción del álbum.
El álbum de 1973 constituye un tupido bosque de referencias literarias donde el oyente puede perderse gracias a la poesía de las letras y a la suavidad de melodías como "Andalucia" o "Hanky Panky Nohow", acompañadas por guitarra acústica. El acompañamiento de teclado presente en canciones como "Antarctica Starts Here" o "The Endless Plain of Fortune" contribuye a amenizar la escucha de esta colección de temas de agradable forma pero denso contenido donde la poética de su autor nos hace pensar que nos encontramos más ante una obra literaria (títulos como "Macbeth" o "Graham Green" dan buena prueba de ello) que ante una musical. París, 1919 es una evocación de otra época y otro lugar que nos arrastra como sólo una obra maestra del rock puede hacerlo.

## Lista de temas
Todos los temas fueron compuestos e interpretados por John Cale.
1. "Child's Christmas in Wales"
2. "Hanky Panky Nohow"
3. "The Endless Plain of Fortune"
4. "Andalucía"
5. "Macbeth"
6. "Paris 1919"
7. "Graham Greene"
8. "Half Past France"
9. "Antarctica Starts Here"

### 2006 bonus tracks
10. "Burned Out Affair"
11. "Child's Christmas in Wales" (alternate version)
12. "Hanky Panky Nowhow" (drone mix)
13. "The Endless Plain Of Fortune" (alternate version)
14. "Andalucia" (alternate version)
15. "Macbeth" (rehearsal)
16. "Paris 1919" (string mix)
17. "Graham Greene" (rehearsal)
18. "Half Past France" (alternate version)
19. "Antarctica Starts Here" (rehearsal)
20. "Paris 1919" (piano mix)
21. "Macbeth" (instrumental - pista oculta)
- Datos: Q685052